# Градовий Василь Степанович
Василь Степанович Градович (нар. 29 липня 1964, с. Скомороше, нині Україна) — український громадський діяч, господарник, меценат.

## Життєпис
Василь Градовий народився 29 липня 1964 року в селі Скомороше, нині Білобожницької сільської громади Чортківського району Тернопільської области України.
Навчався в Скоморошівській початковій та Звиняцькій восьмирічній школах. Закінчив Бучацький радгосп-технікум (1983, нині коледж Подільського аграрно-технічного університету, спеціальність — ветеринарний фельдшер), Московську ветеринарну академію (1992). Працював ветфельдшером у колгоспі «Правда» (1983—1992), головним ветеринарним лікарем ( 1992-1994), головою правління колгоспу, а згодом  реформованого в  ААГ «Правда» (1994—2000).
З 1 квітня 2000 року - директор ПАП «Дзвін», одного із найпотужніших агропідприємств Тернопільської області. Згідно інформації :
Ліга кращих підприємців України ПІДПРИЄМСТВО РОКУ 2025  Приватне агропромислове підприємство «Дзвін» займає 7 (сьоме) місце в рейтингу із 214 зареєстрованих.
Перебуваючи на цій посаді:
- сприяв газифікації сіл Звиняч та Скомороше Чортківського району;
- допомагав в ремонті доріг сіл Звиняч, Скомороше, Косів;
- за кошти ПАП «Дзвін» були зроблені в’їзд у село Звиняч, автобусна зупинка, вʼїзд в село Косів;
- збудована капличка Матері Божої, • перекриття даху каплиці УГКЦ  с. Звиняч, колишньої парафіяльної резиденції отця Миколи Галущинського, мозаїкою оздоблені фасади каплиці, оновлена і впорядкована територія;  кована брама, встановлено  гранітний хрест, заміна деревʼяного, в честь місії 1995 року;
- •куплена жовта бляха для позолоти куполів ПЦУ с. Звиняч, зроблений кам’яна арка до центральної брами, камʼяні сходи, брама, реконструйовано біля церкви могилу Героям, мур,
- спільними зусиллями з сільською радою відремонтовано  ЗДО, повністю укомплектовано садочок постільною білизною, подушками та ковдрами, надаються продукти для харчування дітей;
- ПАП «Дзвін» побудувало міст Скомороше-Муравщина;
- побудувати камʼяну каплицю св. Яна в селі Скомороше;
- підтримує допомогою учасників АТО й воїнів -афганців .

### Громадська діяльність
Депутат двох скликань Чортківської районної ради.
Голова ради сільгоспвиробників Чортківського району.
Депутат Тернопільської обласної ради (2015, від 2020). Член президії обласної ради сільськогосподарських підприємств.

### Родина
Одружений, має троє дітей, семеро онуків.

### ПАП «Дзвін»
Засноване у 2000 році в селі Звиняч Чортківського району Тернопільської області України.
Основні напрямки діяльності:
- рослиництво (зернові, зернобобові, кормові культури)
- твариництво (молочне скотарство, свинарство)

Земельний банк підприємства становить 10 000 га. Територія діяльності — Чортківський  тепер, з колишнім Борщівським , район Тернопільської області.
Директор — Василь Градовий (від 1 квітня 2000).

## Нагороди
- «Знак пошани» (2005),
- Почесна Грамота Кабінету Міністрів України (2008),
- орден «За заслуги» ІІІ ступеня (2009),
- почесне звання «Лицар Вітчизни» з врученням ордена «Золотий хрест честі й звитяги»
- лауреат конкурсу «Кращі господарі рідної землі» (2013),
- Заслужений працівник сільського господарства України (2015)[5],
- Орден святого рівноапостольного князя Володимира III ступеня (2016)[6],
- лауреат конкурсу «Людина року-2020» (Тернопільщина)[7].

Також нагороджений іменною зброєю.